# قضاء المسيب
قضاء المسيب وهو أحد أقضية محافظة بابل في العراق ومركزها مدينة المسيب في منطقة الفرات الأوسط، يقدر عدد سكانها عام 2003 م بـ 390 ألف نسمة. تقع المدينة على ضفاف نهر الفرات.

## التقسيم الإداري/السكان
التقسيم الإداري لقضاء المسيب و التعداد السكاني عام 2003م.
- ناحية المسيب (المركز) (155 ألف نسمة)
- ناحية الإسكندرية (100 ألف نسمة)
- ناحية سدة الهندية (75 ألف نسمة)
- جرف النصر (10 ألف نسمة)